# 石川寬美
石川寬美（日语：／ Ishikawa Hiromi，1961年11月12日—），日本女性配音員、舞台演員。出身於東京都。81 Produce、焦糖盒劇團所屬。她的丈夫是舞台攝影導演兼攝影師、Nevula Project影像部門前負責人庄村拓也。身高152cm。O型血。

## 經歷
雙葉高等學校就讀期間（據本人稱是「最容易受影響的年齡」），石川寬美看到了一場小劇場的表演，並被感動了。她想「我不只是想看，我想自己做」，所以她在就讀明治大學文學院的時候就加入了學生劇團。她也主修戲劇研究。此後，她除了繼續從事舞台演員的工作外，也開始從事配音員的工作。
作為舞台演員，她曾在Theatre Echo工作，之後於1989年加入焦糖盒劇團。

## 人物
音域：F～C。其聲音的特點是總是聽起來像是遇到了麻煩。
興趣、特長：和太鼓、旅行。
她於1996年10月13日與庄村拓也結婚，並育有一女。

## 演出
關於劇團期間的活動，請參閱「焦糖盒劇團」。
粗體字表示主要角色。

### 電視動畫
1991年
- 崔普一家物語（約翰娜·馮·崔普[19]）

1993年
- 麵包超人（油鍋小子〈初代〉）

1994年
- 機動戰士V鋼彈（弗蘭奇斯卡·歐哈拉〈佛蘭妮〉[20]）
- 勇者警察傑德卡（1994年—1995年，友永勇太[21]）
- 魔天戰神（南池、曼塔、大和武〈3歳〉）
- 咕嚕咕嚕魔法陣 (1994年版)（1994年—1995年，札札·多爾多爾[22]）

1995年
- 空想科學世界（詹姆士二世）
- 羅密歐的藍天（米凱爾）
- VR快打（威）
- 暖暖日記 (1995年版)（流星君）

1996年
- 企鵝掌門人（日语：バケツでごはん）（里奇）
- 爆走兄弟Let's & Go!!（松下健一）
- 無家可歸的孩子蕾米（亞蘭）

1997年
- 忍者亂太郎（1997年—2025年，井吹鬼[23]、奈緒美〈初代〉 等）
- 手塚治虫的舊約聖書物語（日语：手塚治虫の旧約聖書物語）（努恩）
- 金田一少年之事件簿（克里斯·愛因斯坦）

1998年
- 異次元的世界（帕魯那斯·雷雷拉伊魯）
- 鋼鐵新世紀（日语：鉄コミュニケイション）（史派克）
- 時空偵探建次君（羅丹）

1999年
- 超速YOYO（鈴木徹）
- 怪博士與機器娃娃 (1997年版)（艾沙王子）

2000年
- 哈姆太郎（綠洲君）
- 神奇寶貝（阿筆）

2001年
- 蠟筆小新（2001年—2021年，屈底厚子）
- 通靈王 (2001年版)（鏡）

2002年
- 爆鬥宣言大鋼彈（旗竹誠）

2003年
- 冒險遊記Pluster World（2003年—2004年，哈妮亞）

2004年
- 混沌武士（男孩子）
- 名偵探柯南（女）

2005年
- 認真地不認真的怪傑佐羅力（赫特里斯、猴子丸）

2008年
- 意外（日吉一真）

2010年
- 希塔與瑪香（日语：リタとナントカ）（鮑伯）

### 電影動畫
- 憤世嫉俗的歇斯底里時刻（日语：シニカル・ヒステリー・アワー）（1988年，恒子）

### OVA
- TO-Y（日语：TO-Y）（1987年）
- 朱鷺色怪魔（日语：朱鷺色怪魔）（1989年）
- 異次元的世界（1995年，帕魯那斯·雷雷拉伊魯）
- 龜龜博士（1996年，小魚）

### 遊戲
1996年
- 謎王（日语：謎王）（紅童）
- 超級機器人大戰系列（1996年—2021年，弗蘭奇斯卡·歐哈拉、友永勇太）4作品[系列 1]

1998年
- 音速之翼突擊（日语：ソニックウィングス）（懷特）
- 新世代機器人戰記BRAVESAGA（日语：新世代ロボット戦記ブレイブサーガ）（友永勇太）

1999年
- 戰鬥昆蟲傳（日语：バトル昆虫伝）（齋正平）

2000年
- BRAVESAGA2（日语：ブレイブサーガ2）（友永勇太）

2005年
- 新世紀勇者大戰（日语：新世紀勇者大戦）（友永勇太[來源請求]）

2007年
- SD鋼彈 G世代 SPIRITS（2007年—2012年，弗蘭奇斯卡·歐哈拉）4作品[系列 2]

2011年
- 蠟筆小新：宇宙功夫!? 友情的笨蛋空手道!!（日语：クレヨンしんちゃん 宇宙DEアチョー!? 友情のおバカラテ!!）

### 廣播劇CD
- 咕嚕咕嚕魔法陣 廣播劇CD ～大迷惑！熱血妖精的報恩～（札札·多爾多爾）
- 守護月天！（遠藤乎一郎〈初代〉）
- 勇者警察傑德卡 CD推理劇場 「神祕的邀請 ～現在是揭曉真相的時候了～」（友永勇太）

#### 廣播劇
- 最終幻想戰略版Advance（德奈特·拉德吉）

### 外語配音

#### 電影
- 孤雛淚（查理）※東京電視台版。

#### 電視影集
- 歡樂家庭（史丁奇）

#### 動畫
- 希斯克利夫（羅傑）
- 鋼鐵人（伊拉史汀卡）
- 小姐與流氓2：狗兒逃家記（丹尼爾）
- 史瑞克
- 忍者龜 (1987年東京電視台版)（尼克托）
- 辛普森家庭（黛拉）

### 舞台

#### 焦糖盒劇團
粗體字表示主演作品。
- 暑假詞典（1989年、1991年，飾 蜻蜒）
- 聖誕老人唱歌了（日语：サンタクロースが歌ってくれた）（1989年、1992年，飾 鈴子／2010年，飾 太太）
- 不是寬廣極好的宇宙嗎（日语：ハーフタイムシアター#広くてすてきな宇宙じゃないか）（1990年、1992年、1999年，飾 九里子／2012年，飾 奶奶）
- 親愛的朋友們，溫柔的心（1990年，飾 夏目）
- 打造一個神奇聖誕節的方式（1990年，飾 瑪西）
- 暴雪音樂（1991年，飾 清子）
- 等到暴風雨來臨（日语：嵐になるまで待って）（1993年，飾 千花）
- 劇場特快車96“山彥67，請回應！”（1996年，飾 吉田）
- 賢二老師（1996年，飾 奶奶）
- 怪傑三太丸（1999年，飾 東托）
- 賢治島探險記（日语：賢治島探検記）（2006年、2011年）
- 我最喜歡的伯里克利（2008年，飾 女王、瑞科里達、女主人）
- 銀河旋律（日语：ハーフタイムシアター#銀河旋律）（2011年，飾 有馬）[注 1]
- 飛行教室（日语：飛ぶ教室#舞台）（2011年，飾 卡斯特納的母親、弗里多林、馬丁的母親）
- 叢林交界處（2013年，飾 宍戶博士）
- 太陽之刺，他為何拋下她？（2014年，飾 水田陽子）
- BREATH（2015年，松山時枝）[注 2]
- 他聽到了浪聲（2016年，飾 道成寺澄子）[注 3]
- 她聽到了雨聲（2016年，飾 道成寺澄子）[注 3]
- 慢活莊的神明（日语：スロウハイツの神様#舞台）（2017年、2019年，飾 赤羽滋子）
- 流星的心情（2018年，若宮志津香）

#### BOOWHOWOOL
- 我們是朋友（2012年）
- 我們是朋友 其2（2013年）
- 你好，安德森先生（2014年）
- 小拓遇見的鬼（2015年）
- （2017年）

WHO’S TERRACE企劃製作
- LOST PIANO CHILDREN ～失去鋼琴的孩子～（2018年，編導）
- HITOMI（2019年，編導、演出）
- 歡樂之歌（2021年，編導）

#### Theatre Echo
- 夏宵漫百鬼夜行
- 花粉熱
- 如果你唱它就是一首情歌

#### 其它
- （松竹製作）

### 廣播節目
- 言語教室（日语：ことばの教室） 3年級（遠山沙代子）

### 廣告
- 郵政省電波監理局（電波君）

### 電視節目
- 遊戲捉迷藏（哞哞、布穀鳥）
- COUNT DOWN TV→週末CDTV→CDTV LIVE！LIVE！（阿比君）

### 人偶劇
- 兒童人偶劇場（日语：こどもにんぎょう劇場）
  - 「下一步是什麼？」（狸貓）
  - 「海底兩萬里」、「續海底兩萬里」（修羅）
  - 「時光機冒險3」（巴布）

### 其它
- 東京迪士尼樂園飛濺山（兔子）

## 腳註

## 外部連結
- 石川寬美 （日語）—81 Produce公式官網
- 石川寬美｜焦糖盒劇團，存于 （日語）
- 石川寬美的官方個人部落格，存于 （日語）
- 石川寬美的X（前Twitter） （日語）
- YouTube上的石川寬美頻道 （日語）